# Tuiloma Neroni Slade

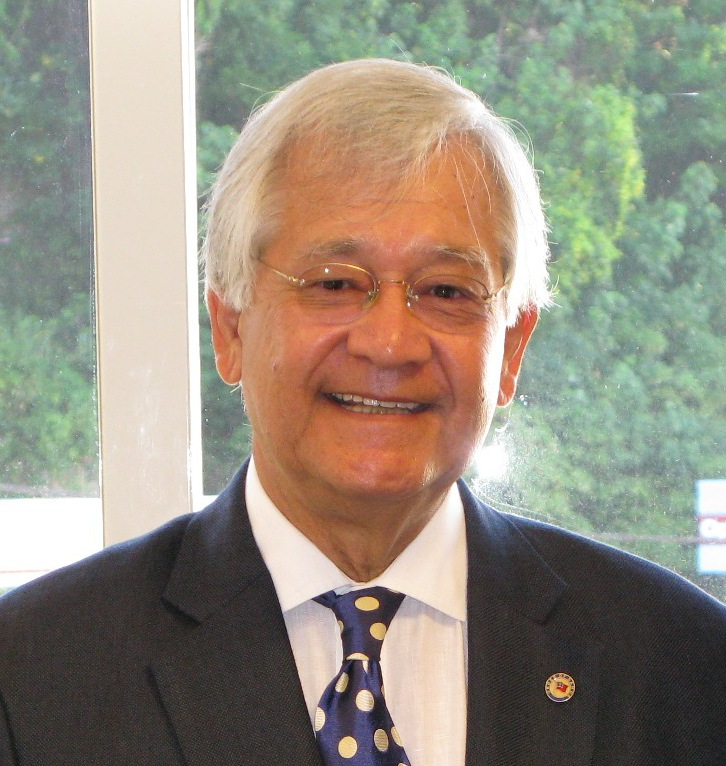
Tuiloma Neroni Slade

Tuiloma Neroni Slade (ur. 8 kwietnia 1941) – samoański prawnik i dyplomata.
Specjalista ochrony praw człowieka i prawa międzynarodowego, pracował jako adwokat i prokurator, był m.in. prokuratorem generalnym Samoa. W latach 1993–2003 był stałym przedstawicielem Samoa przy ONZ, brał udział w pracach przygotowawczych przy ustanawianiu Międzynarodowego Trybunału Karnego od 1995; 1998 był wiceprezydentem Dyplomatycznej Konferencji Pełnomocników ds. Ustanowienia Międzynarodowego Trybunału Karnego pod egidą ONZ. Jest także współtwórcą Statutu MTK.
W lutym 2003 został wybrany na sędziego Trybunału, na kadencję 3-letnią. W styczniu 2006 ubiegał się o kolejną kadencję (9-letnią), ale nie został wybrany.